# Munroe Bourne
Munroe Bourne (Canadá, 26 de junio de 1910-11 de julio de 1992) fue un nadador canadiense especializado en pruebas de estilo libre, donde consiguió ser medallista de bronce olímpico en 1928 en los 4x200 metros.

## Carrera deportiva
En los Juegos Olímpicos de Ámsterdam 1928 ganó la medalla de bronce en los relevos de 4x200 metros estilo libre, con un tiempo 9:47.8 segundos), tras Estados Unidos (oro) y Japón (plata); sus compañeros de equipo fueron los nadadores: Garnet Ault, Walter Spence y James Thompson.